# Osterpalme

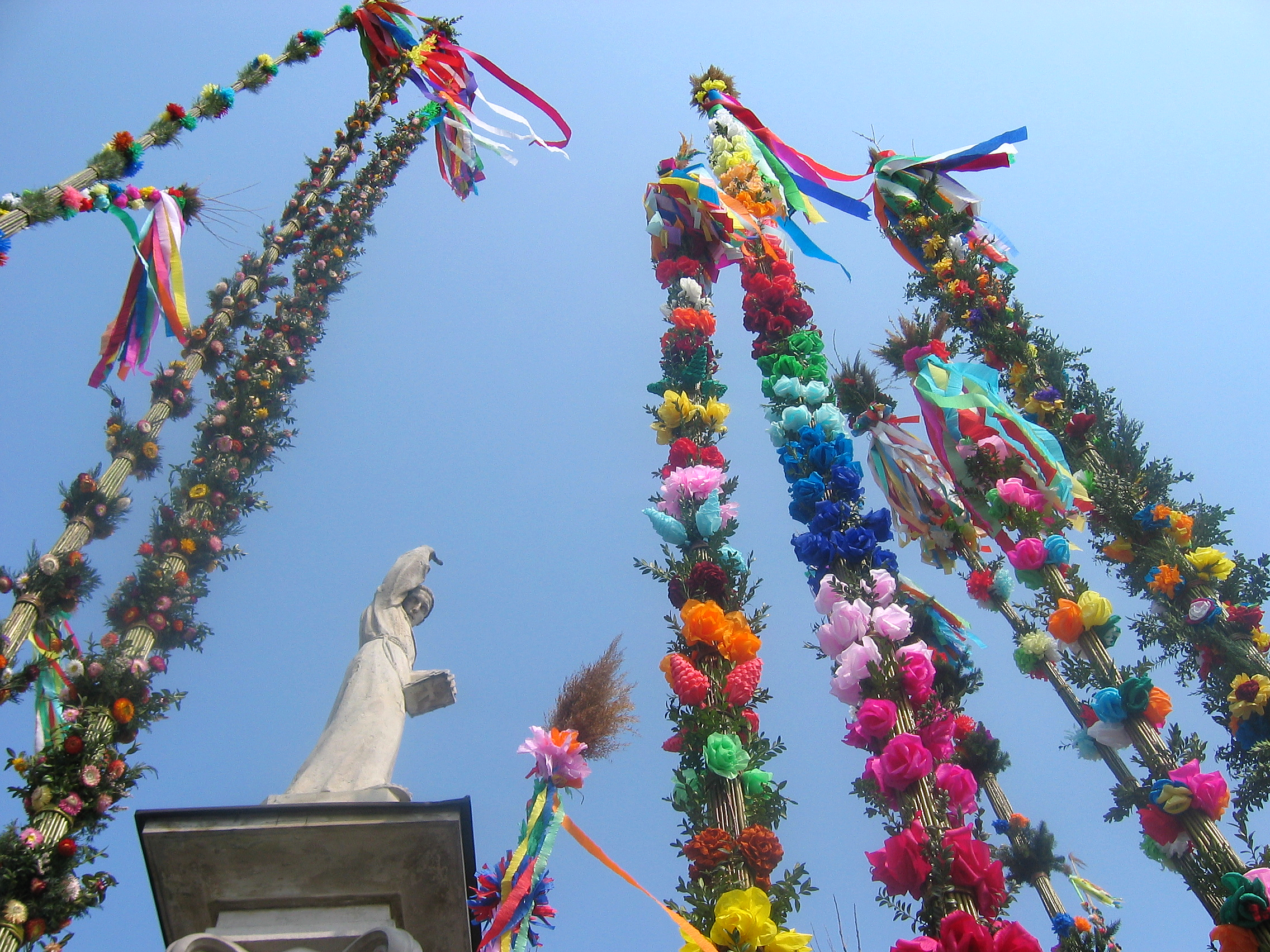
Osterpalmen in Polen

Osterpalmen sind an langen Holzstäben befestigte Palmzweige, die von den Katholiken zur Palmprozession am Palmsonntag getragen werden. Das Herstellen von Osterpalmen gehört zu den traditionellen Bräuchen des Osterfestes. Sie werden meist aus regional verfügbaren, geeigneten Zweigen gefertigt und je nach örtlichem Brauch verziert und geschmückt. Verbreitet sind Osterpalmen vor allem in Polen, aber auch im Schwarzwald, in Schwaben, in Österreich, Osteuropa, Frankreich, Spanien und den Niederlanden sind sie zu finden.

## Ursprung
Die Tradition der Osterpalmen beruht auf dem in der Bibel beschriebenen Einzug in Jerusalem, als Jesus Christus in Jerusalem auf einem Esel einritt und vom Volk jubelnd begrüßt wurde. Dabei streuten die Menschen dem ankommenden Christus Palmwedel auf den Weg (Mk 11,1–11 ).

## Brauchtum
Osterpalmen werden am Palmsonntag, dem Beginn der Karwoche, gefertigt. Dazu werden zumeist Weidenzweige (die Weidenkätzchen werden auch „Palmkätzchen“ genannt) oder regional als Palmbuschen bezeichnete Zweiggebinde an langen Holzstangen befestigt. Außer Weiden werden auch Wacholder-, Buchsbaum- und andere grüne Zweige verwendet. Diese werden zusätzlich mit zahlreichen bunten Blüten, Blättern, Gräsern, Papierblumen und Bändern verziert. In den Niederlanden sind die Osterpalmen außerdem häufig mit Tierfiguren und vielerlei Gebäck und Süßigkeiten behangen. Spanische Osterpalmen bestehen aufgrund der einheimischen Vegetation häufig aus echten Palmwedeln.
Osterpalmen gelten als Schutz vor Unglücken und Krankheiten. Ihre Größe soll die Lebenserwartung der Erbauer positiv beeinflussen. In einigen ländlichen Regionen Polens werden aus den Osterpalmen Kreuze angefertigt, die an Karfreitag auf Bauernhöfen aufgestellt werden und als Symbol für Gesundheit und gute Ernten stehen.

## Sonstiges

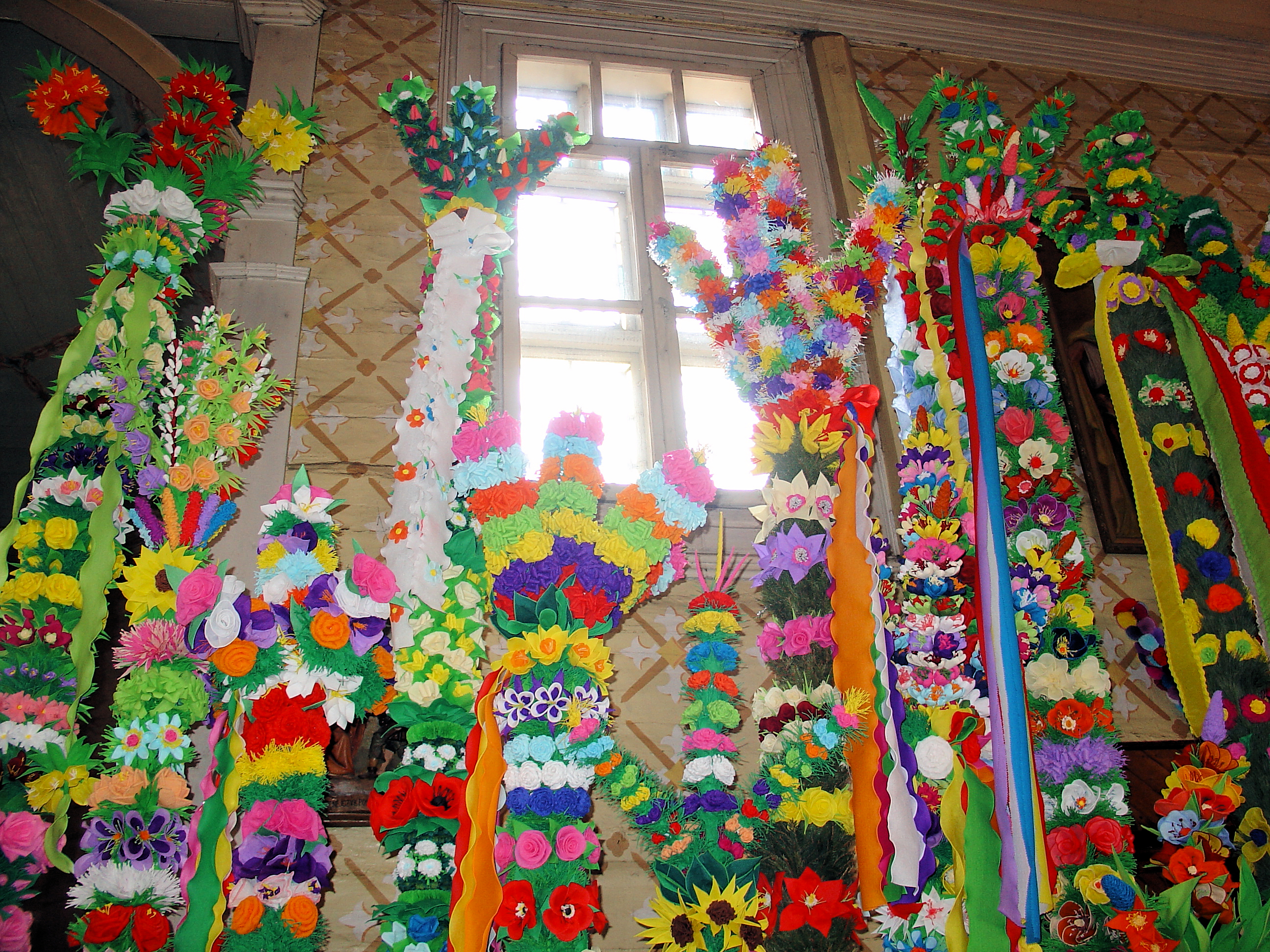
Osterpalmen in Łyse

Im polnischen Lipnica Murowana wird seit 1958 ein Wettbewerb durchgeführt, bei dem die größte Osterpalme gekürt wird. Die gefertigten Palmen sind dabei zum Teil über 30 Meter hoch und bis zu 80 Kilogramm schwer. Im Jahr 2011 wurde mit einer Länge von 35,10 Meter die bisher größte Osterpalme ermittelt. Auch in anderen polnischen Ortschaften werden Osterpalmenwettbewerbe ausgetragen.
Das Ethnografische Museum in Krakau beherbergt eine Sammlung von über 250 Osterpalmen. Ein Großteil der Sammlung stammt aus der ersten Hälfte des 20. Jahrhunderts aus der Gegend um Vilnius. Die älteste Palme stammt aus dem Jahr 1914. Weitere Exemplare stammen aus den Regionen Danzig, Krakau, Breslau und dem restlichen Polen.
Historisch wurden in einigen deutschen Regionen, etwa im niedersächsischen Raum, die Knospen von Weiden, Pappeln, Erlen und ähnlicher Bäume als Palmen bezeichnet. Trieben die Kätzchen nun direkt an Ostern aus, wurden diese ebenfalls Osterpalmen genannt.